# Santi Domenico e Sisto (titre cardinalice)
La diaconie cardinalice Santi Domenico e Sisto est érigée par le pape Jean-Paul II le 21 octobre 2003 et rattachée à l'église Santi Domenico e Sisto qui se trouve dans le rione de Monti à Rome.

## Titulaires
| - Georges Cottier (2003-2014); titre pro illa vice (2014-2016) - José Tolentino Mendonça (2019-) |